# Abdallah Sima
Abdallah Dipo Sima (Dacar, 17 de junho de 2001) é um futebolista senegalês que atua como atacante. Atualmente joga pelo Brighton & Hove Albion.

## Carreira
Abdallah Sima representou o elenco da Seleção Senegalesa de Futebol no partidas de qualificação da CAN 2021.